# Kolonija (Slavonski Brod)
Kolonija je naselje u Slavonskom Brodu. Smještena je na dijelu grada između autoceste i željezničke pruge sjeverozapadno od centra. Naselje sa sjeverne strane graniči s Brodskim Vinogorjem, na istoku se nalazi Đuro Đaković Holding i Mali Pariz, dok se na jugu nalazi željeznička pruga i Centar, odnosno na zapadu Budainka i Brodski Varoš.

## Povijest
Planski građeno naselje podignuto je 1922. za radnike tvornice Đuro Đaković tadašnje Prve jugoslavenske tvornice vagona, strojeva i mostova d.d. u Brodu na Savi. Prve stambene jedinice su bile sedam jednokatnica uz Vinogradsku cestu. Kasnije je izgrađeno još 6 zgrada u ulici Pavla Radića. Do danas su sve navedene sačuvane ali ih je dio u derutnom stanju. Kraj Drugog svjetskog rata i nagli gospodarski rast dovodi do doseljavanja obitelji mahom iz Hercegovine i Like te naglog širenja naselja. 

## Etimologija
Naziv Kolonija je kolokvijalno dan zbog velikog broja doseljenika radničke klase najvećim dijelom iz Like i Hercegovine. 

## Obrazovanje
U naselju se nalazi jedina škola u Hrvatskoj koja nosi ime jednog od najvećeg hrvatskog geologa Đure Pilara. Škola je područna s matičnom školom u Brodskom Vinogorju. 

## Župna crkva
Župa sv. Dominik Savio je također jedina župa u Hrvatskoj posvećena sv. Dominiku Saviju.

## Šport
Mjesni nogometni klub NK Budainka-Kolonija naselje dijeli s Budainkom. Također postoji odbojkaški klub OK Kolonija koji postiže zavidne rezultate na državnim smotrama. 
U školskoj sportskoj dvorani se svake godine održava kultni malonogometni turnir sv. Dominik Savio, a sva prikupljena sredstva idu u humanitarne svrhe. 

## Vanjske poveznice
- Položaj naselja Kolonija